# Raça Sport Brazil
O Raça Sport Club é um clube de futebol brasileiro, da cidade de Goiânia, no estado de Goiás. Suas cores são o preto, vermelho e o amarelo.

## História
Fundado no dia 6 de junho de 2006, por Nélio Costa Malheiro , estreou no futebol profissional disputando a terceira divisão do Campeonato Goiano de 2016,após ter sido impedido de disputar a mesma competição em 2014.
No ano de estreia (2016), o clube disputou oito jogos; venceu dois e perdeu seis, terminando o campeonato com 25% de aproveitamento.
Na ano seguinte (2017), a equipe disputou 10 jogos; terminando a competição com 26.7% de aproveitamento, sendo duas vitórias, dois empates e seis derrotas.
Em 2018, o Raça disputou 6 jogos, perdeu cinco e venceu apenas um, terminando a competição com apenas 16,7% de aproveitamento.
Em 2019, não foi diferente, o clube disputou seis partidas, venceu uma, empatou uma e perdeu quatro.

### Tabela de desempenho no Campeonato Goiano - Terceira Divisão
| Ano  | Jogos | Vitórias | Empates | Derrotas | Aproveitamento |
| 2016 | 8     | 2        | 0       | 6        | 25%            |
| 2017 | 10    | 2        | 2       | 6        | 26.7%          |
| 2018 | 6     | 1        | 0       | 5        | 16.7%          |
| 2019 | 6     | 1        | 1       | 4        | 22.2%          |
| ---- | ----- | -------- | ------- | -------- | -------------- |